# Об'ємний коефіцієнт пластової нафти
Об'ємний коефіцієнт пластової нафти (англ. volumetric ratio of oil in place) — кількісна характеристика зміни об'єму пластової нафти, що являє собою відношення об'єму Vпл пластової нафти до об'єму Vроз розгазованої нафти за зміни термобаричних умов від пластових до стандартних; він не є постійною величиною і залежить від виду процесу розгазування нафти (сепарації).
Об'ємний коефіцієнт пластової нафти О.к.п.н. характеризує зменшення об'єму пластової нафти під час зміни умов від пластових до 20°С і атмосферного тиску. Не є постійною величиною і залежить від умов сепарації. О.к.п.н. використовується для переведення об'єму товарної (сепарованої) нафти в пластові умови при підрахунку запасів методом матеріального балансу і при вирішенні різних задач розробки покладів та експлуатації свердловин. О.к.п.н. практично завжди більший одиниці і з ростом газовмісту нафти та пластової температури зростає від 1,05 до 3,0 і більше.